# Malibu Road 2000
Malibu Road 2000 (ang. 2000 Malibu Road) – amerykańska opera mydlana z 1992 roku w reżyserii Joela Schumachera. Tytuł jest adresem domu w Malibu, w którym mieszkają bohaterki. Realizacja serialu została przerwana mimo jego dużej popularności w USA.

## Obsada
- Lisa Hartman – Jade O'Keefe
- Drew Barrymore – Lindsay Rule
- Jennifer Beals – Perry Quinn
- Tuesday Knight – Joy Rule
- Brian Bloom – Eric Adler
- Scott Bryce – Scott Sterling
- Michael T. Weiss – Roger Tabor
- Ron Marquette – Sgt. Joe Munoz
- Robert Foxworth – Hal Lanford
- Constance Towers – Camilla
- Mitch Ryan – Porter